# Leonardo Cavallini
Leonardo Cavallini (Cortina d'Ampezzo, 4 giugno 1939 – Agordo, 11 luglio 2023) è stato un bobbista italiano, atleta ampezzano attivo nella seconda metà degli anni sessanta. Per tre anni fece parte della nazionale italiana di bob ottenendo ottimi risultati.